# Sophie Pieterson
Sophie Pieterson (28 juni 1999) is een Nederlands voetbalspeelster.
Pieterson speelde bij de jeugd van Rigtersbleek en ging in de zomer van 2018 naar het Talententeam van FC Twente.
In mei 2019 tekent Pieterson haar eerste contract voor FC Twente, en speelt ze dat seizoen een invalbeurt. 
In juni 2020 tekent ze een nieuw contract.

## Statistieken
| Seizoen | Club      | Land      | Competitie | Wedstrijden | Doelpunten |
| ------- | --------- | --------- | ---------- | ----------- | ---------- |
| 2018/19 | FC Twente | Nederland | Eredivisie | 0           | 0          |
| 2019/20 | FC Twente | Nederland | Eredivisie | 1           | 0          |
| 2020/21 | FC Twente | Nederland | Eredivisie | –           | –          |
| Totaal  | Totaal    | Totaal    | Totaal     | 63          | 25         |

Laatste update: juni 2020